# Поверхня Гауді
Поверхня Гауді — прямий синусоїдальний коноїд, який утворюється рухом прямої, яка перетинає нерухому пряму (вісь коноїда) та нерухому напрямну синусоїду. Твірна пряма весь час залишається паралельної фіксованій площині. При цьому фіксована площина перпендикулярна площині, в якій розташований напрямна синусоїда та перпендикулярна фіксованій прямій.
Названа на честь каталонського архітектора Антоніо Гауді.
Поверхня Гауді записується параметричними рівняннями
{\displaystyle {\begin{cases}x=u\\y=v\\z=k\cdot u\cdot \sin({\frac {v}{a}})\end{cases}},}
де {\displaystyle k} і {\displaystyle a} — довільні константи.
Середня та гаусова кривина поверхні Гауді:
{\displaystyle H={\frac {1}{2}}{\frac {ku\sin({\frac {v}{a}})(k^{2}\cos ^{2}({\frac {v}{a}})+1+k^{2})}{{\sqrt {-{\frac {-a^{2}(1+k^{2})+k^{2}\cos ^{2}({\frac {v}{a}})(a^{2}-u^{2})}{a^{2}}}}}(-a^{2}(1+k^{2})+k^{2}\cos ^{2}({\frac {v}{a}})(a^{2}-u^{2}))}}}
{\displaystyle K=-{\frac {k^{2}a^{2}\cos ^{2}({\frac {v}{a}})}{a^{4}\cdot (1+2k^{2}+k^{4})+2k^{2}a^{2}\cos ^{2}({\frac {v}{a}})\cdot (u^{2}-a^{2}+k^{2}u^{2}-k^{2}a^{2})+k^{4}\cos ^{4}({\frac {v}{a}})\cdot (u^{4}-2a^{2}u^{2}+a^{4})}}}
Окремий випадок поверхні Гауді, коли {\displaystyle k=1} і {\displaystyle a=1}, {\displaystyle z=x\cdot \sin(y)}. Для нього середня та Гаусова кривина:
{\displaystyle H={\frac {1}{2}}{\frac {u\sin(v)(\cos ^{2}(v)+2)}{{\sqrt {2-\cos ^{2}(v)(1-u^{2})}}(-2+\cos ^{2}(v)(1-u^{2}))}}}
{\displaystyle K=-{\frac {\cos ^{2}(v)}{4+4\cos ^{2}(v)\cdot (u^{2}-1)+\cos ^{4}(v)\cdot (u^{4}-2u^{2}+1)}}}